# Tour de los Alpes Marítimos y de Var 2022
La 54.ª edición de la competición ciclista Tour de los Alpes Marítimos y de Var (llamado oficialmente: Tour Cycliste International du Var et des Alpes Maritimes) fue una carrera de ciclismo en ruta por etapas que se celebró entre el 18 y el 20 de febrero de 2022 en Francia con inicio en la ciudad de Saint-Raphaël y final en la ciudad de Blausasc, sobre una distancia total de 438 kilómetros.
La carrera formó parte del UCI Europe Tour 2022, calendario ciclístico de los Circuitos Continentales UCI, dentro de la categoría 2.1 y fue ganada por el colombiano Nairo Quintana del Arkéa Samsic. Completaron el podio, como segundo y tercer clasificado respectivamente, el belga Tim Wellens del Lotto Soudal y el francés Guillaume Martin del Cofidis.

## Equipos participantes
Tomaron parte en la carrera 18 equipos: 7 de categoría UCI WorldTeam invitados por la organización, 6 de categoría UCI ProTeam y 5 de categoría Continental. Formaron así un pelotón de 118 ciclistas de los que acabaron 96. Los equipos participantes fueron:
| WorldTeams (7)- Cofidis - EF Education-EasyPost - AG2R Citroën Team - Trek-Segafredo - Groupama-FDJ - Lotto-Soudal - Team DSM ProTeams (6)- Bingoal Pauwels Sauces WB - B&B Hotels-KTM - TotalEnergies - Arkéa-Samsic - Equipo Kern Pharma - Uno-X Pro Cycling Team Equipos continentales (5)- Nice Métropole Côte d'Azur - UC Nantes Atlantique - Saint Michel-Auber 93 - Go Sport-Roubaix Lille Métropole - Riwal |
| |

## Recorrido
El Tour de los Alpes Marítimos y de Var dispuso de tres etapas dividido en una etapa escarpada, y dos etapas de media montaña, para un recorrido total de 438 kilómetros.
| Etapa     | Fecha     | Recorrido                        | type                   | Distancia (km) | Desnivel (m) | Ganador        | Líder          |
| --------- | --------- | -------------------------------- | ---------------------- | -------------- | ------------ | -------------- | -------------- |
| 1.ª etapa | 18 de feb | Saint-Raphaël – La Seyne-sur-Mer | etapa escarpada        | 176,3          | 1955 m       | Caleb Ewan     | Caleb Ewan     |
| 2.ª etapa | 19 de feb | Puget-Théniers – La Turbie       | etapa de media montaña | 149,1          | 2663 m       | Tim Wellens    | Tim Wellens    |
| 3.ª etapa | 20 de feb | Villefranche-sur-Mer – Blausasc  | etapa de media montaña | 112,6          | 2650 m       | Nairo Quintana | Nairo Quintana |

## Desarrollo de la carrera

### 1.ª etapa
| Saint-Raphaël - La Seyne-sur-Mer | etapa escarpada | (176,3 km) |

| \| Clasificación de la etapa \| Clasificación de la etapa \| Clasificación de la etapa \| Clasificación de la etapa \| Clasificación de la etapa \| \| Ciclista \| Ciclista \| Equipo \| Tiempo \| \| \| ------------------------- \| ------------------------- \| ------------------------- \| ------------------------- \| ------------------------- \| \| 1.º \| Caleb Ewan \| Lotto-Soudal \| 4 h 14 min 44 s \| \| \| 2.º \| Anthony Turgis \| TotalEnergies \| + 0 s \| \| \| 3.º \| Nacer Bouhanni \| Arkéa-Samsic \| + 0 s \| \| \| 4.º \| Andrea Vendrame \| AG2R Citroën Team \| + 0 s \| \| \| 5.º \| Alex Kirsch \| Trek-Segafredo \| + 0 s \| \| \| 6.º \| Kevin Geniets \| Groupama-FDJ \| + 0 s \| \| \| 7.º \| Anthony Maldonado \| Saint Michel-Auber 93 \| + 0 s \| \| \| 8.º \| Alexis Renard \| Cofidis \| + 0 s \| \| \| 9.º \| James Shaw \| EF Education-EasyPost \| + 0 s \| \| \| 10.º \| Damien Touzé \| AG2R Citroën Team \| + 0 s \| \| |                   |                       |                 |
| |                   |                       |                 |
| Fuente: ProCyclingStats |                   |                       |                 |
| Clasificación de la etapa |                   |                       |                 |
| Ciclista | Ciclista          | Equipo                | Tiempo          |
| 1.º | Caleb Ewan        | Lotto-Soudal          | 4 h 14 min 44 s |
| 2.º | Anthony Turgis    | TotalEnergies         | + 0 s           |
| 3.º | Nacer Bouhanni    | Arkéa-Samsic          | + 0 s           |
| 4.º | Andrea Vendrame   | AG2R Citroën Team     | + 0 s           |
| 5.º | Alex Kirsch       | Trek-Segafredo        | + 0 s           |
| 6.º | Kevin Geniets     | Groupama-FDJ          | + 0 s           |
| 7.º | Anthony Maldonado | Saint Michel-Auber 93 | + 0 s           |
| 8.º | Alexis Renard     | Cofidis               | + 0 s           |
| 9.º | James Shaw        | EF Education-EasyPost | + 0 s           |
| 10.º | Damien Touzé      | AG2R Citroën Team     | + 0 s           |

| \| Clasificación general \| Clasificación general \| Clasificación general \| Clasificación general \| Clasificación general \| \| Ciclista \| Ciclista \| Equipo \| Tiempo \| \| \| --------------------- \| --------------------- \| --------------------- \| --------------------- \| --------------------- \| \| 1.º \| Caleb Ewan \| Lotto-Soudal \| 4 h 14 min 44 s \| \| \| 2.º \| Anthony Turgis \| TotalEnergies \| + 0 s \| \| \| 3.º \| Nacer Bouhanni \| Arkéa-Samsic \| + 0 s \| \| \| 4.º \| Andrea Vendrame \| AG2R Citroën Team \| + 0 s \| \| \| 5.º \| Alex Kirsch \| Trek-Segafredo \| + 0 s \| \| \| 6.º \| Kevin Geniets \| Groupama-FDJ \| + 0 s \| \| \| 7.º \| Anthony Maldonado \| Saint Michel-Auber 93 \| + 0 s \| \| \| 8.º \| Alexis Renard \| Cofidis \| + 0 s \| \| \| 9.º \| James Shaw \| EF Education-EasyPost \| + 0 s \| \| \| 10.º \| Damien Touzé \| AG2R Citroën Team \| + 0 s \| \| |                   |                       |                 |
| |                   |                       |                 |
| Fuente: ProCyclingStats |                   |                       |                 |
| Clasificación general |                   |                       |                 |
| Ciclista | Ciclista          | Equipo                | Tiempo          |
| 1.º | Caleb Ewan        | Lotto-Soudal          | 4 h 14 min 44 s |
| 2.º | Anthony Turgis    | TotalEnergies         | + 0 s           |
| 3.º | Nacer Bouhanni    | Arkéa-Samsic          | + 0 s           |
| 4.º | Andrea Vendrame   | AG2R Citroën Team     | + 0 s           |
| 5.º | Alex Kirsch       | Trek-Segafredo        | + 0 s           |
| 6.º | Kevin Geniets     | Groupama-FDJ          | + 0 s           |
| 7.º | Anthony Maldonado | Saint Michel-Auber 93 | + 0 s           |
| 8.º | Alexis Renard     | Cofidis               | + 0 s           |
| 9.º | James Shaw        | EF Education-EasyPost | + 0 s           |
| 10.º | Damien Touzé      | AG2R Citroën Team     | + 0 s           |

### 2.ª etapa
| Puget-Théniers - La Turbie | etapa de media montaña | (149,1 km) |

| \| Clasificación de la etapa \| Clasificación de la etapa \| Clasificación de la etapa \| Clasificación de la etapa \| Clasificación de la etapa \| \| Ciclista \| Ciclista \| Equipo \| Tiempo \| \| \| ------------------------- \| ------------------------- \| ------------------------- \| ------------------------- \| ------------------------- \| \| 1.º \| Tim Wellens \| Lotto-Soudal \| 3 h 45 min 00 s \| \| \| 2.º \| Nairo Quintana \| Arkéa-Samsic \| + 0 s \| \| \| 3.º \| Valentin Madouas \| Groupama-FDJ \| + 25 s \| \| \| 4.º \| Bauke Mollema \| Trek-Segafredo \| + 27 s \| \| \| 5.º \| Guillaume Martin \| Cofidis \| + 27 s \| \| \| 6.º \| Amanuel Ghebreigzabhier \| Trek-Segafredo \| + 30 s \| \| \| 7.º \| Andreas Kron \| Lotto-Soudal \| + 1 min 27 s \| \| \| 8.º \| Alexis Vuillermoz \| TotalEnergies \| + 1 min 27 s \| \| \| 9.º \| James Shaw \| EF Education-EasyPost \| + 1 min 31 s \| \| \| 10.º \| Mathias Bregnhøj \| Riwal Cycling Team \| + 1 min 33 s \| \| |                         |                       |                 |
| |                         |                       |                 |
| Fuente: ProCyclingStats |                         |                       |                 |
| Clasificación de la etapa |                         |                       |                 |
| Ciclista | Ciclista                | Equipo                | Tiempo          |
| 1.º | Tim Wellens             | Lotto-Soudal          | 3 h 45 min 00 s |
| 2.º | Nairo Quintana          | Arkéa-Samsic          | + 0 s           |
| 3.º | Valentin Madouas        | Groupama-FDJ          | + 25 s          |
| 4.º | Bauke Mollema           | Trek-Segafredo        | + 27 s          |
| 5.º | Guillaume Martin        | Cofidis               | + 27 s          |
| 6.º | Amanuel Ghebreigzabhier | Trek-Segafredo        | + 30 s          |
| 7.º | Andreas Kron            | Lotto-Soudal          | + 1 min 27 s    |
| 8.º | Alexis Vuillermoz       | TotalEnergies         | + 1 min 27 s    |
| 9.º | James Shaw              | EF Education-EasyPost | + 1 min 31 s    |
| 10.º | Mathias Bregnhøj        | Riwal Cycling Team    | + 1 min 33 s    |

| \| Clasificación general \| Clasificación general \| Clasificación general \| Clasificación general \| Clasificación general \| \| Ciclista \| Ciclista \| Equipo \| Tiempo \| \| \| --------------------- \| ----------------------- \| --------------------- \| --------------------- \| --------------------- \| \| 1.º \| Tim Wellens \| Lotto-Soudal \| 8 h 00 min 43 s \| \| \| 2.º \| Nairo Quintana \| Arkéa-Samsic \| + 0 s \| \| \| 3.º \| Valentin Madouas \| Groupama-FDJ \| + 26 s \| \| \| 4.º \| Bauke Mollema \| Trek-Segafredo \| + 27 s \| \| \| 5.º \| Guillaume Martin \| Cofidis \| + 27 s \| \| \| 6.º \| Amanuel Ghebreigzabhier \| Trek-Segafredo \| + 31 s \| \| \| 7.º \| Andreas Kron \| Lotto-Soudal \| + 1 min 27 s \| \| \| 8.º \| Alexis Vuillermoz \| TotalEnergies \| + 1 min 27 s \| \| \| 9.º \| James Shaw \| EF Education-EasyPost \| + 1 min 32 s \| \| \| 10.º \| Kevin Geniets \| Groupama-FDJ \| + 1 min 33 s \| \| |                         |                       |                 |
| |                         |                       |                 |
| Fuente: ProCyclingStats |                         |                       |                 |
| Clasificación general |                         |                       |                 |
| Ciclista | Ciclista                | Equipo                | Tiempo          |
| 1.º | Tim Wellens             | Lotto-Soudal          | 8 h 00 min 43 s |
| 2.º | Nairo Quintana          | Arkéa-Samsic          | + 0 s           |
| 3.º | Valentin Madouas        | Groupama-FDJ          | + 26 s          |
| 4.º | Bauke Mollema           | Trek-Segafredo        | + 27 s          |
| 5.º | Guillaume Martin        | Cofidis               | + 27 s          |
| 6.º | Amanuel Ghebreigzabhier | Trek-Segafredo        | + 31 s          |
| 7.º | Andreas Kron            | Lotto-Soudal          | + 1 min 27 s    |
| 8.º | Alexis Vuillermoz       | TotalEnergies         | + 1 min 27 s    |
| 9.º | James Shaw              | EF Education-EasyPost | + 1 min 32 s    |
| 10.º | Kevin Geniets           | Groupama-FDJ          | + 1 min 33 s    |

### 3.ª etapa
| Villefranche-sur-Mer - Blausasc | etapa de media montaña | (112,6 km) |

| \| Clasificación de la etapa \| Clasificación de la etapa \| Clasificación de la etapa \| Clasificación de la etapa \| Clasificación de la etapa \| \| Ciclista \| Ciclista \| Equipo \| Tiempo \| \| \| ------------------------- \| ------------------------- \| ------------------------- \| ------------------------- \| ------------------------- \| \| 1.º \| Nairo Quintana \| Arkéa-Samsic \| 2 h 55 min 17 s \| \| \| 2.º \| Guillaume Martin \| Cofidis \| + 1 min 21 s \| \| \| 4.º \| Alexis Vuillermoz \| TotalEnergies \| + 1 min 30 s \| \| \| 5.º \| Tim Wellens \| Lotto-Soudal \| + 1 min 30 s \| \| \| 6.º \| Michael Storer \| Groupama-FDJ \| + 1 min 37 s \| \| \| 7.º \| Andrea Vendrame \| AG2R Citroën Team \| + 2 min 25 s \| \| \| 8.º \| Aurélien Paret-Peintre \| AG2R Citroën Team \| + 2 min 25 s \| \| \| 9.º \| Rémy Mertz \| Bingoal Pauwels Sauces WB \| + 2 min 25 s \| \| \| 10.º \| Romain Combaud \| Team DSM \| + 2 min 25 s \| \| |                        |                           |                 |
| |                        |                           |                 |
| Fuente: ProCyclingStats |                        |                           |                 |
| Clasificación de la etapa |                        |                           |                 |
| Ciclista | Ciclista               | Equipo                    | Tiempo          |
| 1.º | Nairo Quintana         | Arkéa-Samsic              | 2 h 55 min 17 s |
| 2.º | Guillaume Martin       | Cofidis                   | + 1 min 21 s    |
| 4.º | Alexis Vuillermoz      | TotalEnergies             | + 1 min 30 s    |
| 5.º | Tim Wellens            | Lotto-Soudal              | + 1 min 30 s    |
| 6.º | Michael Storer         | Groupama-FDJ              | + 1 min 37 s    |
| 7.º | Andrea Vendrame        | AG2R Citroën Team         | + 2 min 25 s    |
| 8.º | Aurélien Paret-Peintre | AG2R Citroën Team         | + 2 min 25 s    |
| 9.º | Rémy Mertz             | Bingoal Pauwels Sauces WB | + 2 min 25 s    |
| 10.º | Romain Combaud         | Team DSM                  | + 2 min 25 s    |

## Clasificaciones finales
- Las clasificaciones finalizaron de la siguiente forma:[4]

### Clasificación general
| \| Clasificación general \| Clasificación general \| Clasificación general \| Clasificación general \| Clasificación general \| \| Ciclista \| Ciclista \| Equipo \| Tiempo \| \| \| --------------------- \| ----------------------- \| --------------------- \| --------------------- \| --------------------- \| \| 1.º \| Nairo Quintana \| Arkéa-Samsic \| 10 h 56 min 01 s \| \| \| 2.º \| Tim Wellens \| Lotto-Soudal \| + 1 min 30 s \| \| \| 3.º \| Guillaume Martin \| Cofidis \| + 1 min 48 s \| \| \| 4.º \| Valentin Madouas \| Groupama-FDJ \| + 2 min 50 s \| \| \| 5.º \| Bauke Mollema \| Trek-Segafredo \| + 2 min 52 s \| \| \| 6.º \| Amanuel Ghebreigzabhier \| Trek-Segafredo \| + 2 min 55 s \| \| \| 7.º \| Alexis Vuillermoz \| TotalEnergies \| + 2 min 57 s \| \| \| 8.º \| Andreas Kron \| Lotto-Soudal \| + 3 min 52 s \| \| \| 9.º \| James Shaw \| EF Education-EasyPost \| + 3 min 56 s \| \| \| 10.º \| Kevin Geniets \| Groupama-FDJ \| + 3 min 58 s \| \| |                         |                       |                  |
| |                         |                       |                  |
| Fuente: ProCyclingStats |                         |                       |                  |
| Clasificación general |                         |                       |                  |
| Ciclista | Ciclista                | Equipo                | Tiempo           |
| 1.º | Nairo Quintana          | Arkéa-Samsic          | 10 h 56 min 01 s |
| 2.º | Tim Wellens             | Lotto-Soudal          | + 1 min 30 s     |
| 3.º | Guillaume Martin        | Cofidis               | + 1 min 48 s     |
| 4.º | Valentin Madouas        | Groupama-FDJ          | + 2 min 50 s     |
| 5.º | Bauke Mollema           | Trek-Segafredo        | + 2 min 52 s     |
| 6.º | Amanuel Ghebreigzabhier | Trek-Segafredo        | + 2 min 55 s     |
| 7.º | Alexis Vuillermoz       | TotalEnergies         | + 2 min 57 s     |
| 8.º | Andreas Kron            | Lotto-Soudal          | + 3 min 52 s     |
| 9.º | James Shaw              | EF Education-EasyPost | + 3 min 56 s     |
| 10.º | Kevin Geniets           | Groupama-FDJ          | + 3 min 58 s     |

### Clasificación de la montaña
| Clasificación de la montaña | Clasificación de la montaña | Clasificación de la montaña | Clasificación de la montaña | Clasificación de la montaña |
| Ciclista                    | Ciclista                    | Equipo                      | Puntos                      |                             |
| --------------------------- | --------------------------- | --------------------------- | --------------------------- | --------------------------- |
| 1.º                         | Nairo Quintana              | Arkéa-Samsic                | 18 pts                      |                             |
| 2.º                         | Thibaut Pinot               | Groupama-FDJ                | 16 pts                      |                             |
| 3.º                         | Jonathan Couanon            | Nice Métropole Côte d'Azur  | 14 pts                      |                             |
| 4.º                         | Lilian Calmejane            | AG2R Citroën Team           | 14 pts                      |                             |
| 5.º                         | Roger Adrià                 | Equipo Kern Pharma          | 10 pts                      |                             |

### Clasificación de los puntos
| Clasificación por puntos | Clasificación por puntos | Clasificación por puntos | Clasificación por puntos | Clasificación por puntos |
| Ciclista                 | Ciclista                 | Equipo                   | Puntos                   |                          |
| ------------------------ | ------------------------ | ------------------------ | ------------------------ | ------------------------ |
| 1.º                      | Nairo Quintana           | Arkéa-Samsic             | 45 pts                   |                          |
| 2.º                      | Tim Wellens              | Lotto-Soudal             | 41 pts                   |                          |
| 3.º                      | Guillaume Martin         | Cofidis                  | 32 pts                   |                          |
| 4.º                      | Andrea Vendrame          | AG2R Citroën Team        | 23 pts                   |                          |
| 5.º                      | Alexis Vuillermoz        | TotalEnergies            | 22 pts                   |                          |

### Clasificación de los jóvenes
| Clasificación del mejor joven | Clasificación del mejor joven | Clasificación del mejor joven | Clasificación del mejor joven | Clasificación del mejor joven |
| Ciclista                      | Ciclista                      | Equipo                        | Tiempo                        |                               |
| ----------------------------- | ----------------------------- | ----------------------------- | ----------------------------- | ----------------------------- |
| 1.º                           | Andreas Kron                  | Lotto-Soudal                  | 10 h 59 min 53 s              |                               |
| 2.º                           | Mark Donovan                  | Team DSM                      | + 19 s                        |                               |
| 3.º                           | Andrea Mifsud                 | Nice Métropole Côte d'Azur    | + 1 min 44 s                  |                               |
| 4.º                           | Roger Adrià                   | Equipo Kern Pharma            | + 3 min 09 s                  |                               |
| 5.º                           | Valentin Ferron               | TotalEnergies                 | + 7 min 03 s                  |                               |

### Clasificación por equipos
| Clasificación por equipos | Clasificación por equipos | Clasificación por equipos | Clasificación por equipos |
| Equipo                    | Equipo                    | Tiempo                    |                           |
| ------------------------- | ------------------------- | ------------------------- | ------------------------- |
| 1.º                       | Groupama-FDJ              | 33 h 02 min 30 s          |                           |
| 2.º                       | AG2R Citroën Team         | + 30 s                    |                           |
| 3.º                       | Arkéa-Samsic              | + 2 min 56 s              |                           |
| 4.º                       | Team DSM                  | + 3 min 04 s              |                           |
| 5.º                       | TotalEnergies             | + 8 min 39 s              |                           |

## Evolución de las clasificaciones
| Etapa                   | Vencedor                | Clasificación general | Clasificación de la montaña | Clasificación de los puntos | Clasificación de los jóvenes | Clasificación por equipos |
| ----------------------- | ----------------------- | --------------------- | --------------------------- | --------------------------- | ---------------------------- | ------------------------- |
| 1.ª                     | Caleb Ewan              | Caleb Ewan            | Tristan Delacroix           | Caleb Ewan                  | Alexis Renard                | Lotto Soudal              |
| 2.ª                     | Tim Wellens             | Tim Wellens           | Lilian Calmejane            | Tim Wellens                 | Andreas Kron                 | AG2R Citroën              |
| 3.ª                     | Nairo Quintana          | Nairo Quintana        | Nairo Quintana              | Nairo Quintana              | Andreas Kron                 | Groupama-FDJ              |
| Clasificaciones finales | Clasificaciones finales | Nairo Quintana        | Nairo Quintana              | Nairo Quintana              | Andreas Kron                 | Groupama-FDJ              |

## Ciclistas participantes y posiciones finales
Convenciones:
- AB-N: Abandono en la etapa "N"
- FLT-N: Retiro por arribo fuera del límite de tiempo en la etapa "N"
- NTS-N: No tomó la salida para la etapa "N"
- DES-N: Descalificado o expulsado en la etapa "N"

## UCI World Ranking
El Tour de los Alpes Marítimos y de Var otorgó puntos para el UCI World Ranking para corredores de los equipos en las categorías UCI WorldTeam, UCI ProTeam y Continental. Las siguientes tablas son el baremo de puntuación y los diez corredores que obtuvieron más puntos:
| Posición              | 1.º | 2.º | 3.º | 4.º | 5.º | 6.º | 7.º | 8.º | 9.º | 10.º | 11.º | 12.º | 13.º-15.º | 16.º-25.º |
| Clasificación general | 125 | 85  | 70  | 60  | 50  | 40  | 35  | 30  | 25  | 20   | 15   | 10   | 5         | 3         |
| Por etapa             | 14  | 5   | 3   |     |     |     |     |     |     |      |      |      |           |           |
| Líder                 | 3   |     |     |     |     |     |     |     |     |      |      |      |           |           |

| Clasificación |                         |                       |         |       |       |       |
| Posición      | Ciclista                | Equipo                | General | Etapa | Líder | Total |
| ------------- | ----------------------- | --------------------- | ------- | ----- | ----- | ----- |
| 1.º           | Nairo Quintana          | Arkéa Samsic          | 125     | 19    | -     | 144   |
| 2.º           | Tim Wellens             | Lotto Soudal          | 85      | 14    | 3     | 102   |
| 3.º           | Guillaume Martin        | Cofidis               | 70      | 5     | -     | 75    |
| 4.º           | Valentin Madouas        | Groupama-FDJ          | 60      | 3     | -     | 63    |
| 5.º           | Bauke Mollema           | Trek-Segafredo        | 50      | -     | -     | 50    |
| 6.º           | Amanuel Ghebreigzabhier | Trek-Segafredo        | 40      | -     | -     | 40    |
| 7.º           | Alexis Vuillermoz       | TotalEnergies         | 35      | -     | -     | 35    |
| 8.º           | Andreas Kron            | Lotto Soudal          | 30      | -     | -     | 30    |
| 9.º           | James Shaw              | EF Education-EasyPost | 25      | -     | -     | 25    |
| 10.º          | Kevin Geniets           | Groupama-FDJ          | 20      | -     | -     | 20    |